# ホールドオーバーズ 置いてけぼりのホリディ
『ホールドオーバーズ 置いてけぼりのホリディ』（ホールドオーバーズおいてけぼりのホリディ、The Holdovers）は、2023年のアメリカ合衆国のコメディドラマ映画。監督はアレクサンダー・ペイン、脚本はデヴィッド・ヘミングソン。1970年から71年にかけての冬を舞台とし、ポール・ジアマッティがニューイングランドのボーディングスクールの厳格な古典教師を演じる。他にダヴァイン・ジョイ・ランドルフとドミニク・セッサが学食のマネージャーと学内に残る生徒の1人を演じる。
『ホールドオーバーズ』は2023年8月31日に第50回テルライド映画祭でプレミア上映された後、2023年10月27日よりフォーカス・フィーチャーズ配給でアメリカ国内で公開された。批評的に成功を収め、全世界の興行収入は4200万ドルを記録した。この映画はナショナル・ボード・オブ・レビューとアメリカン・フィルム・インスティチュートによって2023年のトップ10作品に選出されたほか、ゴールデングローブ賞や英国アカデミー賞を含む多数の賞を受賞した。第96回アカデミー賞には作品賞を含む5部門で候補に挙がり、ランドルフが助演女優賞を受賞した。

## ストーリー
1970年12月のクリスマスシーズン、寄宿制のバートン校でも、この時期はみな学校から離れて家族と過ごすのが大半だが、家庭の事情により学校で過ごさねばならない生徒も数名いた。偏屈で嫌われ者の古代史の教師・ハナムは、学校に多額の献金をした議員の息子を落第させた罰として、元教え子でもある校長に居残り役を命じられる。またベトナム戦争で愛する息子を亡くしたばかりの料理長のメアリーも、息子の母校である学校にいたいという思いもあって残ることとなる。そしていつも憎まれ口を叩いて友達のいないアンガスは、休暇中に母親とセント・キッツ島へ行く予定だったが、母親が再婚した夫と急に新婚旅行に行くことが決定し、運悪く学校に残ることになってしまう。
休暇シーズンにも関わらず、教師のハナムは残った生徒たちに勉学と運動と規則正しい生活を課す。生徒たちは文句を垂れながら渋々従う。そんな中、居残り組の1人・スミスの父親がヘリコプターでバートン校を訪れ、生徒たちをスキー旅行に連れていくことになる。バートン校から逃れることができて喜ぶ生徒たちだが、アンガスの母親だけ連絡がつかず、アンガスのみ学校に残ることになってしまう。こうして、教師ハナム、生徒アンガス、料理長メアリーの奇妙な共同生活が始まる。
アンガスは監獄のような生活から抜け出したい一心で、学校の電話からホテルを予約しようとするが、ハナムに見つかり計画は頓挫する。アンガスはハナムの制止を無視して校内を走り回る。ハナムがアンガスを追いかけるものの、若者の体力にはついていけず息も絶え絶えとなる。そしてアンガスは入館禁止の体育館に入ろうとする。ハナムが止めるが、調子に乗ったアンガスはニヤリと笑い、勢いよく館内へと走り出す。そのままジャンプ台を使って大ジャンプしたアンガスは、マットに沈む。呆れるハナムだったが、アンガスの悲鳴が響き渡り、慌てて駆け寄る。アンガスは肩を脱臼してしまっていた。ハナムはアンガスを病院に連れて行き、治療してもらう。生徒の安全と健康管理を任されていたハナムは「これでクビだ」と嘆くが、アンガスの機転によって保険の適用を回避され、監督不行届の露呈は防がれる。
そしてやってきたクリスマスイヴの日。学校の事務職員であるミス・クレインにクリスマスパーティーに誘われた3人は、ブラウニーを持参してクレインの家へと赴く。そこでハナムはクレインといい雰囲気になるが、クレインのボーイフレンドが現れて淡い夢は消え失せる。一方アンガスはクレインの姪といい雰囲気になり、そのままキスをする。音楽係を買って出たメアリーは、学校の掃除夫ダニーにクリスマスプレゼントをもらって喜ぶが、亡くした息子のことを思い出して感情が溢れ、泣き出してしまう。情緒の乱れたメアリーをそのままにしてにしておくわけにもいかず、ハナムとアンガスはメアリーを学校まで連れ帰る。クレインの姪と楽しい時間を過ごしていたアンガスは、「メアリーを送り届けたら戻ろう」と訴えるが、結局聞き入れてもらえなかった。
明けてクリスマスの夜。食堂のテーブルには、メアリー手作りの家庭的な料理が並んでいた。ハナム、アンガス、メアリーの3人で食卓を囲む姿は、まさに家族のようだった。アンガスは「こんな家庭的なクリスマスは初めてだ」と喜ぶ。ハナムが2人にクリスマスプレゼントを渡し、やりたいことがあったらなんでも言うよう伝えると、アンガスが「ボストンに行きたい」と告げる。学外への外出は禁じられているためハナムは断るが、メアリーに説得され、仕方なく「社会授業」ということでボストン行きを許すハナム。
翌朝、3人はハナムの運転でボストンへ向かう。メアリーは妊娠中の妹の家にお邪魔することになり、車を降りる。2人になったハナムとアンガスは、美術館、古本市、ボウリングとボストンをめぐる。そして映画を観ていた時、アンガスがトイレに行くフリをして劇場を抜け出し、タクシーに乗ろうとする。ギリギリのところでアンガスを捕まえたハナムは、「これが狙いだったのか！」と激昂するが、アンガスが父親に会おうとしての行動だったことを知り、気を鎮める。そしてたどり着いたのはとある施設だった。アンガスは父親に面会し、学校でのことを嬉々として話すが、父親は「食べ物に何か入れられている」とアンガスに返す。ショックを受けたアンガスは施設から出る。アンガスはハナムに、実は父親が4年前からおかしくなってしまい、母と離婚して施設送りになったことを打ち明ける。いずれ自分もそうなるのではないかと不安を吐露するアンガスに対し、ハナムは「君の過去が人生の方向を決めたりしない」「父親と君は違う」と否定し、このことは2人だけの秘密だとして絆を深めるのだった。
年が明けて1971年。2週間のハナム、アンガス、メアリーの共同生活が終わり、他の教師や生徒たちが戻ってくる。バートン校の学校生活が再開するや否や、ハナムは校長に呼び出される。校長室に向かうと、そこにはアンガスの母親と継父の姿があった。2人はクリスマス休暇中にアンガスがボストンの実の父親に会いに行ったことを知り怒っていた。アンガスの父親がアンガスに会ったことで、また家族と一緒に暮らしたいという気持ちが昂まり、施設の職員に暴力を振ったため、アンガスの母親はようやく見つけた施設から別の施設に移らないといけないと怒る。アンガスの両親はアンガスの性根を叩き直すためにバートン校を退学させ、陸軍学校に転校させようとする。しかしハナムは反対し、"嘘をつかない"というバートン校の掟を破って「自分が会いにいくことを勧めたんだ」とアンガスの両親に伝える。結果的にアンガスの転校は取りやめとなるが、ハナムは責任を取ってバートン校を退職させられることとなる。
アンガスはハナムに転校しなくて済んだことを告げる。ハナムはアンガスに「君は大丈夫だ」と励まし、2人は固く握手を交わす。そしてハナムは自分の全てだったバートン校を去り、新しい人生を始めるのだった。

## キャスト
※括弧内は日本語吹替。

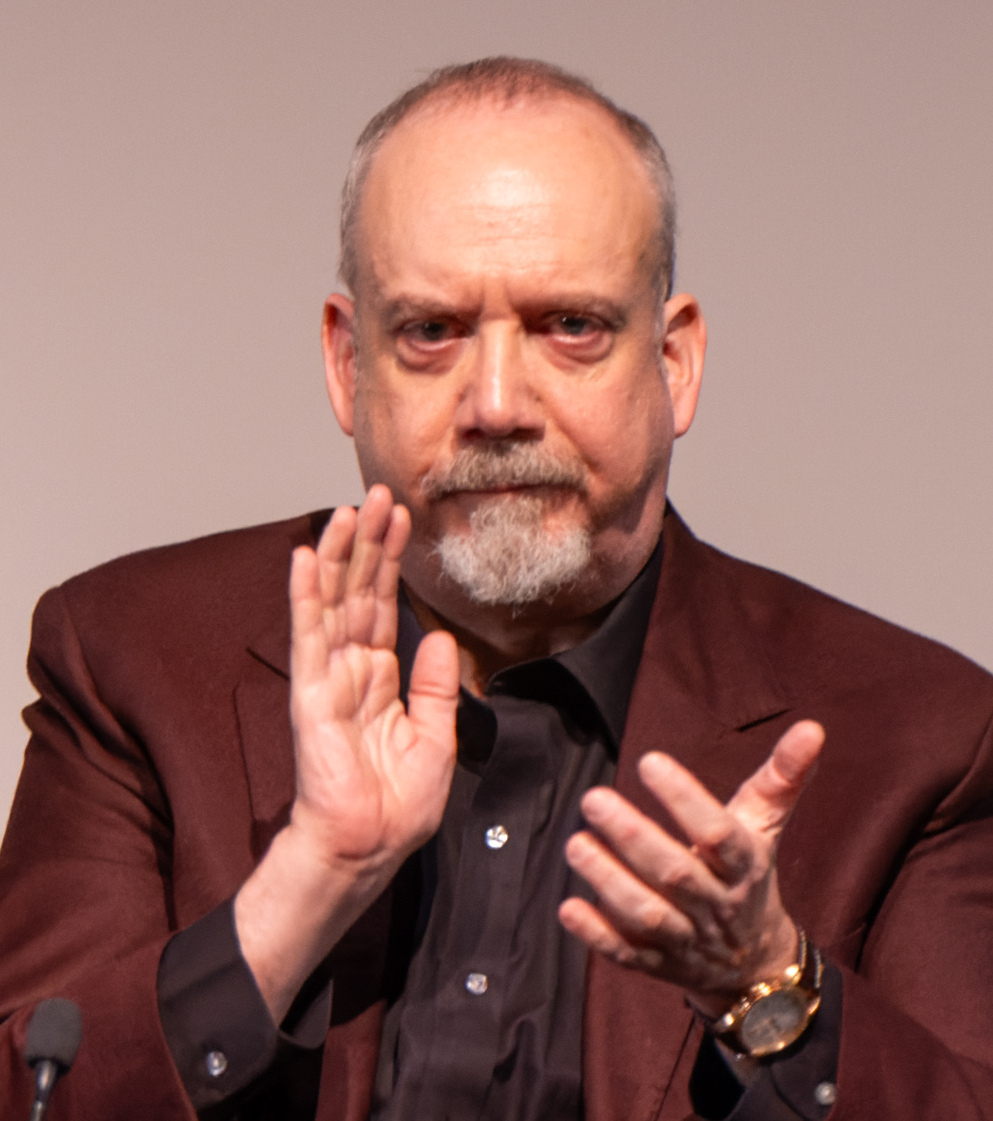
Paul Giamatti stars as Paul Hunham

- ポール・ハナム - ポール・ジアマッティ[6]（高木渉）
- アンガス・タリー - ドミニク・セッサ（英語版）（神尾晋一郎）
- メアリー・ラム - ダヴァイン・ジョイ・ランドルフ（水野ゆふ）
- ミス・リディア・クレイン - キャリー・プレストン（英語版）（斎藤恵理）
- テディ・クーンツ - ブレディ・へプナー（土屋神葉）
- アレックス・オラーマン - イアン・ドリー（高澤遼）
- イェジュン・パク - ジム・カプラン（山田瑛瑠）
- ジェイソン・スミス - マイケル・プロヴォスト
- ドクター・ハーディ・ウッドラップ - アンドリュー・ガーマン
- ダニー - ナヒーム・ガルシア
- トーマス・タリー - スティーヴ・ソーン
- ジュディ・クロットフェルター - ジリアン・ヴィグマン（小林さとみ）
- スタンリー・クロットフェルター - テイト・ドノヴァン（山本祥太）
- エリス - ダービー・リリー
- ヒュー・カヴァノー - ケリー・オーコイン（英語版）
- ケネス - ダン・エイド

## 製作

### 企画

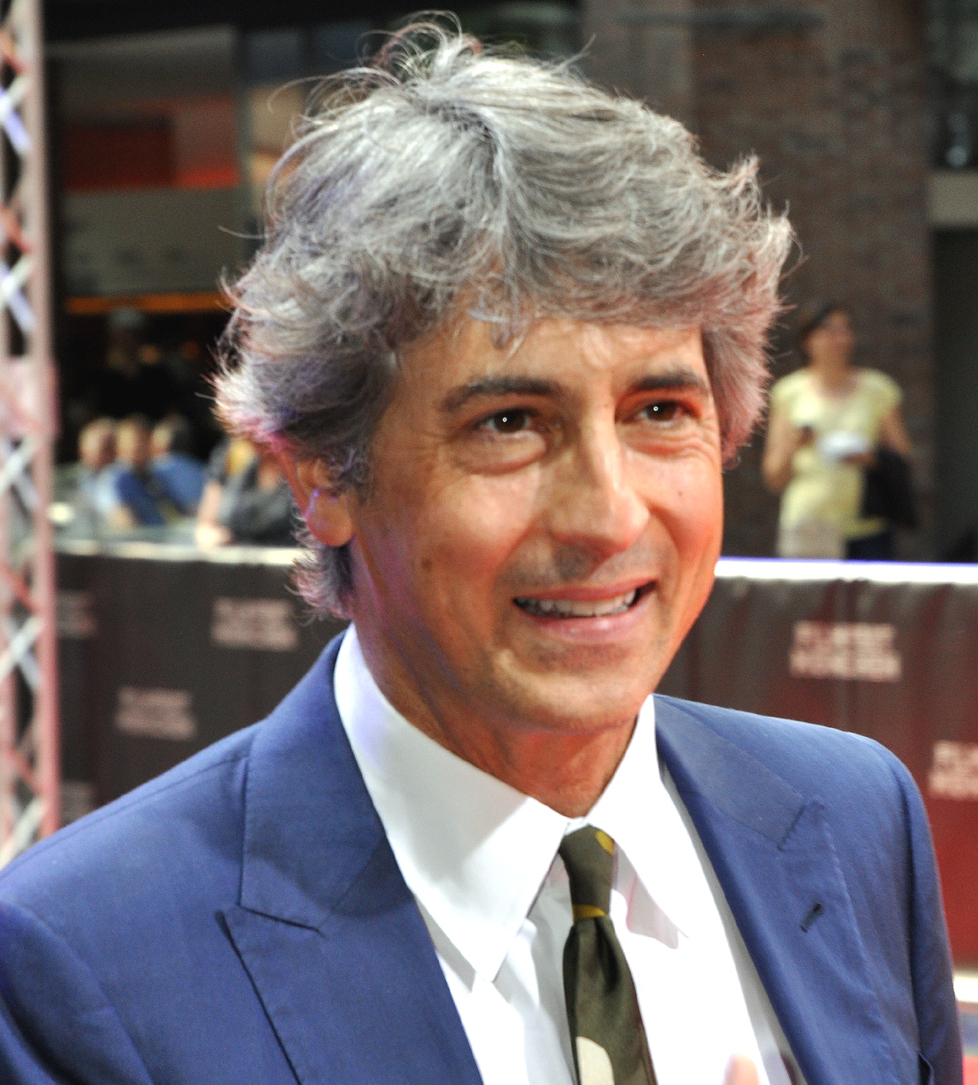
監督のアレクサンダー・ペイン

『ホールドオーバーズ 置いてけぼりのホリディ』は『サイドウェイ』（2004年）以来となる監督のアレクサンダー・ペインと俳優のポール・ジアマッティのコラボレーションである。ペインはマルセル・パニョルの1935年の映画『Merlusse』を鑑賞して着想し。また彼が読んだボーディングスクールのテレビ・パイロットの脚本を書いたデヴィッド・ヘミングソンに連絡を取った。2018年、ヘミングソンはABCの自身の番組『コードネーム: ウイスキー&キャバリエ -ふたりは最強スパイ-』を指揮しており、ペインからの電話を受けて驚いた。『Stonehaven』と題されたテレビ・パイロットは現代を舞台としていたが、ペインは代わりに1958年や1970年といった古い時代の映画を提案した。ヘミングソンは1970年のほうが現代との共通点が多く、また1958年は『いまを生きる』の時間軸に近すぎるという理由で1970年を選んだ。2024年、ヘミングソンはこの映画が部分的に半自伝的なものであり、台詞や場面の一部は彼自身の人生からそのまま引用されていることを明かした。セックスワーカーが登場する場面は彼が実際に経験した出来事にインスパイアされたものであり、彼は「7歳頃に（叔父と）1番街と30番街で起こったんだ。この女性はとてつもない寒い日に歩いてきて勧誘し、『子供は角を曲がったところで待っていればいい』と言ったんだ。これは私の人生で実際に起こった出来事だ。チェリー・ジュビリーのことは母とのあいだに起こったことなんだ。映画の中の多くのことは母や叔父や父へのラブレターなんだ」と語った。2021年6月、ミラマックスが配給権を獲得した。2022年7月、ダヴァイン・ジョイ・ランドルフとキャリー・プレストンがキャストに加わった。

### 撮影
撮影は2022年1月27日にマサチューセッツ州で開始され、3月下旬に終了した。ロケーション・マネージャーのカイ・クインランは『スポットライト 世紀のスクープ』や『ブラック・スキャンダル』などニューイングランドを舞台にした他の作品に携わった経験があり、この映画ではマサチューセッツ州での生い立ちが活かされた。同様にジアマッティは1980年代にチョート・ローズマリー・ホールに通った経験を活かしており、彼が「幸せな人間ではない」と評した厳格な教師との思い出も含まれている。架空のバートン・アカデミーを作り上げるため、撮影クルーはマサチューセッツ州に実在するグロトン・スクール（チャペルとナシュア川、ノースフィールド・マウント・ハーモン・スクール（チャペルと建物外観）、ディアフィールド・アカデミー（前庭と建物外観）、セント・マーク・スクール（食堂と体育館と校長室）、フェアヘイブン・ハイスクール（学習ホールと講堂）でロケを行った。アンガス役で映画初出演を果たしたドミニク・セッサは2022年のクラスのディアフィールドに通っていた。映画のクルーは歴史的なサマービルとオーフィウム・シアター、ボストンコモンでも撮影した。後にペインは1970年代の美的価値観を撮影するのは「ニューイングランドはゆっくりと変化が訪れる」ので比較的簡単だったと語った。

### 撮影とポストプロダクション
アレクサンダー・ペインはこの映画が1970年代に実際に製作されたかにように見せるために撮影監督とカメラオペレーターとしてアイジル・ブリルドを起用した。選ばれた際にブリルドは「70年代の映画にはスタジオからの脱却という精神がある。私が本当に尊敬していた当時のDPたちは皆、フィルム・ストックをプッシュしたり、手持ち撮影をしたりしたんだ。それで私は、『これこそ自分が目指すべきものだ』と考えるようになったんだ」と述べた。撮影前にデジタルとフィルムの両方のフォーマットをテストした結果、アリ・アレクサにパナビジョンのHシリーズのレンズ、特に55ミリのレンズを使用してデジタル撮影し、「ヴィンテージ・ポートレート・ルック」を作り出すことに決定した。ブリルドは「これは一緒にフレームに入ることを余儀なくされた人々についての映画であり、彼らは必ずしも同じフレームに入ることを望んでいたわけではない」。「時間が経つにつれて彼らは徐々に一緒になっていく。（中略）そしてそれをどのように反映させるか、どのようにフレーミングするか、どこにカメラを置くかを模索していた」と付け加えた。ポストプロダクションでフィルム感光乳剤とカラー・グレーディングを映像に加えてルックを完成させた。
スタッフはフォーカス・フィーチャーズとミラマックスのために映画のオープニングにレトロ調のタイトル・カードとロゴのヴァリアント製作することで映画の1970年代の様式美をさらに際立たせた。これはペインと『ハイスクール白書 優等生ギャルに気をつけろ!』（1999年）で組んでいたグラフィックデザイナーのネイト・カールソンが製作し、セットデザインやビジュアルスタイルから得た映画のカラーパレットや1970年代の映画スタジオのロゴから得たインスピレーションを駆使して可能な限り本物らしく、時代に忠実なものに仕上げた。この映画の海外版（ユニバーサル・ピクチャーズ配給）ではオープニングに1963年のユニバーサルのロゴを使うことができたが、フォーカス・フィーチャーズとミラマックス（アメリカの配給・製作会社）も1970年代には存在しなかったため、カールソンはフォーカス・フィーチャーズ用にオリジナルのシンボル（小文字の「ff」のイニシャルと赤い背景の所定の位置に移動するアニメーションのテキスト）を、ミラマックス用にはループするズームイン・アニメーションを考案しなければならなかった。そしてロゴを当時のリアルなものにするためにフィルム感光乳剤が加えられた。ミラマックスはカールソンのロゴデザインに熱狂し、『オペレーション・フォーチュン』（2023年）と『The Beekeeper』（2024年）から使われる新しいロゴデザインを彼に依頼した。この映画のタイトル・カードでカールソンはペインのビジョンに沿いつつ、自信デザインによるカスタムフォントを使用してシンプルにまとめあげた。またバートン・アカデミーの紋章もデザインし、その歴史を反映した1800年代まで遡るバージョンと現代風にアップデートしたバージョンの2種類を作成した。

### 音楽
『ホールドオーバーズ 置いてけぼりのホリディ』のオリジナル音楽はマーク・オートンが作曲した。サウンドトラック盤にはいくつかのクラシックのクリスマス・ソングのほか、オールマン・ブラザーズ・バンド、トニー・オーランド&ドーン、ラビ・シフレ、バッドフィンガー、ショッキング・ブルー、ダミアン・ジュラード}、ハーブ・アルパート、ジーン・オートリー、テンプテーションズ、チェット・ベイカー、アーティ・ショウ、キャット・スティーヴンスによる1970年代の曲も収録されている。サウンドトラックはバック・ロット・ミュージックより2023年11月10日にデジタル、11月17日にCDとレコードで発売された。

## 公開
2022年9月11日にバイヤー向けの特別試写会が開催された。翌日、フォーカス・フィーチャーズが3000万ドルで配給権を獲得したことが報じられた。アメリカ合衆国では当初は2023年11月10日に限定公開、11月22日に拡大公開が計画されていたが、前倒しされて10月27日に限定公開、11月10日に拡大公開された。イギリスでは2024年1月19日に公開された。
ワールド・プレミアは2023年8月31日に第50回テルライド映画祭で行われた。また2023年9月10日に第48回トロント国際映画祭でも上映され、観客賞の次点となった。さらに2023年11月30日に第28回釜山国際映画祭のアイコン部門で上映された。

### ホームメディア
2023年11月30日にデジタル・プラットフォームで配信され、その後2024年1月2日にBlu-rayとDVDが発売された。

## 評価

### 興行収入
2024年3月8日時点で『ホールドオーバーズ 置いてけぼりのホリディ』はアメリカ合衆国およびカナダで2030万ドル、その他の地域で2220万ドル、全世界で4250万ドルを売り上げている。
アメリカ合衆国およびカナダでは公開初週末に6劇場で21万1093ドル、1劇場あたり平均3万5082ドルを売り上げた。次の週末には64劇場に拡大され、59万9833ドルを売り上げた。3週目の週末には778劇場で320万ドルを売り上げた。その後も拡大が続き、4週目、5週目の週末ともに270万ドルを売り上げた。アカデミー賞5部門候補を受けて公開14週目には127劇場から1262劇場まで拡大し、前週末比568%増の52万ドルを売り上げた。

### 批評家などの反応
レビュー集積サイトのRotten Tomatoesでは349件の批評を基に支持率は97%、平均点は8.5/10と示され、「美しくほろ苦い『ホールドオーバーズ 置いてけぼりのホリディ』はアレクサンダー・ペイン監督にとって満足のいく復帰作となった」とまとめられた。Metacriticでは61件の批評に基づいて加重平均値は82/100と示された。CinemaScoreの観客投票ではA+からFまでの範囲で「A」評定、PostTrakの観客投票での好感度は80%となった。
『ニューヨーク・タイムズ』のウェスリー・モリスはジアマッティの演技とペインの演出を賞賛し、「物語が個人的な悲劇という重みを帯びているにもかかわらず、各場面が浮遊している、あるいは揺らいでいるような印象を受ける」と評した。『USAトゥデイ』のパトリック・ライアンはフランク・キャプラの『素晴らしき哉、人生!』と比較し、両作品がクリスマスに問題を抱えた過去や打ち砕かれた夢に取り組んでいると指摘した。批評家たちはまた『ハロルドとモード 少年は虹を渡る』や『さらば冬のかもめ』といったハル・アシュビーの映画と比較した。
『ボストン・グローブ』とBoston.comは1970年代のニューイングランドを舞台としたこの映画を賞賛した。『ワシントン・ポスト』のアン・ホーナデイは「その時代の見た目と雰囲気を備えているだけでなく、その物語的伝統の最も優れた要素を蘇らせている」と評した。『ザ・ニューヨーカー』のリチャード・ブロディは『ホールドオーバーズ』を「定型表現が山積み」と評しつつ、「まるでペイン自身がそれを発見したかのように感じられるほど、愛に溢れた即物的な作品」と述べた。ブロディは時代設定についてより批判的であり、「密閉され、歴史的に縮小されたドラマ」は1970年代の政治的に不安定な舞台を無視していると指摘した。反対に同じく『ザ・ニューヨーカー』のマイケル・シュルマンはジアマッティ、セッサ、ランドルフを今年のベスト・パフォーマンスの一覧に挙げ、後者については「助演女優賞レースの絶好の位置にいる」と評した。
『ロサンゼルス・タイムズ』のジャスティン・チャンはこの映画の「包み込まれるような時間と場所の感覚」を賞賛したが、全体としては「思いやりのある人道的な映画の仮面を被った、平板でインチキ臭い、痛々しいほど図式的な映画」と批判した。チャンはまたメアリー・ラムはランドルフの印象的な演技にもかかわらず、「どういうわけか、この映画で未発達な役」だったと評した。
映画製作者のジェームズ・グレイはこの映画を賞賛しており、「この映画の舞台は1970年、アメリカ史上最大の残存物の元年だ。さらに重要なのはこの映画が、あの時代の輝かしい夢と、理想主義の代償を鮮やかに思い起こさせることだ。この孤独な魂たちは運命づけられているように見えるかもしれないが、それでもまだ彼らは努力している。そして裏付けることは必ずしも綺麗なことではないが、それは美しい。だから『ホールドオーバー』（残留者）なのだ」と述べた。

### 盗作疑惑
2024年3月、『バラエティ』は脚本家のサイモン・スティーヴンソンが全米脚本家組合に苦情を申し立て、この映画の脚本が彼の書いた『Frisco』という未製作の脚本を盗用していると訴えたと報じた。スティーヴンソンはペインには2010年代に少なくとも2回、自身の脚本を送ったと証言し、ヘミングソンによる最終稿が自身の脚本と「法的に同一」であると非難し、映画の「重要な全部分」にわたって「物語、登場人物、構成、場面（と）台詞」が類似していると主張した。

### 受賞とノミネート
『ホールドオーバーズ 置いてけぼりのホリディ』は第96回アカデミー賞では作品賞を含む5部門で候補に挙がった。アメリカン・フィルム・インスティチュートとナショナル・ボード・オブ・レビューからは2023年のトップ10映画に選出された。
メアリー・ラムを演じたダヴァイン・ジョイ・ランドルフはクリティクス・チョイス・ムービー・アワード、英国アカデミー賞、ゴールデングローブ賞、ニューヨーク映画批評家協会賞の助演女優賞を受賞した。ポール・ハンハムを演じたポール・ジアマッティはゴールデングローブ賞とクリティクス・チョイス・ムービー・アワードの主演男優賞を受賞した。ドミニク・セッサはクリティクス・チョイス・ムービー・アワード 若手俳優賞を受賞した。